# Apotolamprus sparsepunctatus
Apotolamprus sparsepunctatus är en skalbaggsart som beskrevs av Olivier Montreuil 2008. Apotolamprus sparsepunctatus ingår i släktet Apotolamprus och familjen bladhorningar. Inga underarter finns listade i Catalogue of Life.